# اس‌تی‌اس-۱۲۷
اس‌تی‌اس-۱۲۷ (انگلیسی: STS-127) یکی از ماموریت‌های برنامه شاتل‌های فضایی بود که در تاریخ ۱۵ ژوئیه ۲۰۰۹ از پایگاه فضایی کندی به مقصد ایستگاه فضایی بین‌المللی پرتاب شد. این ماموریت توسط شاتل اندور انجام گرفت و بخشی از پروژه مونتاژ ایستگاه فضایی بین‌المللی بود.

## نگارخانه

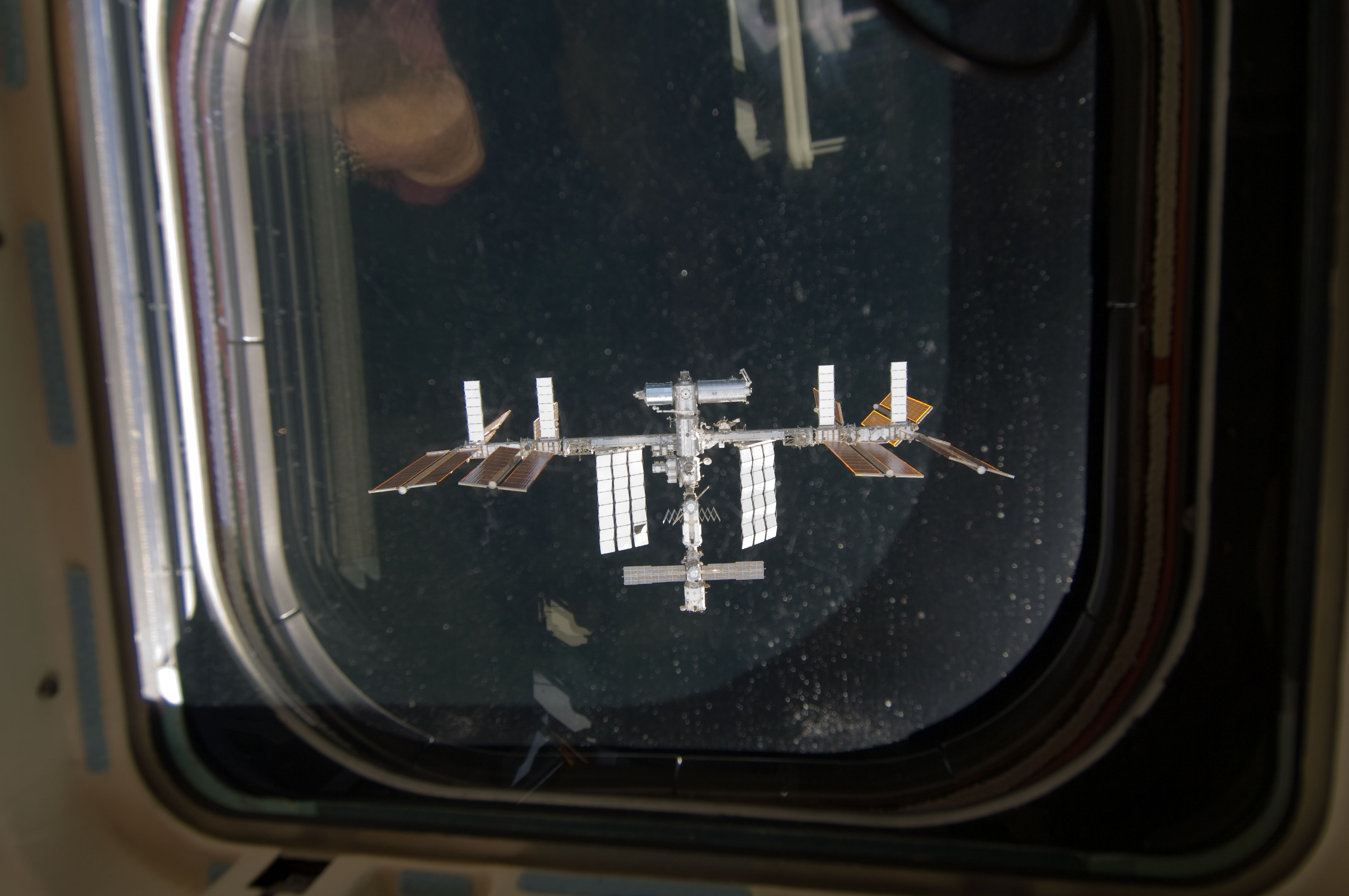
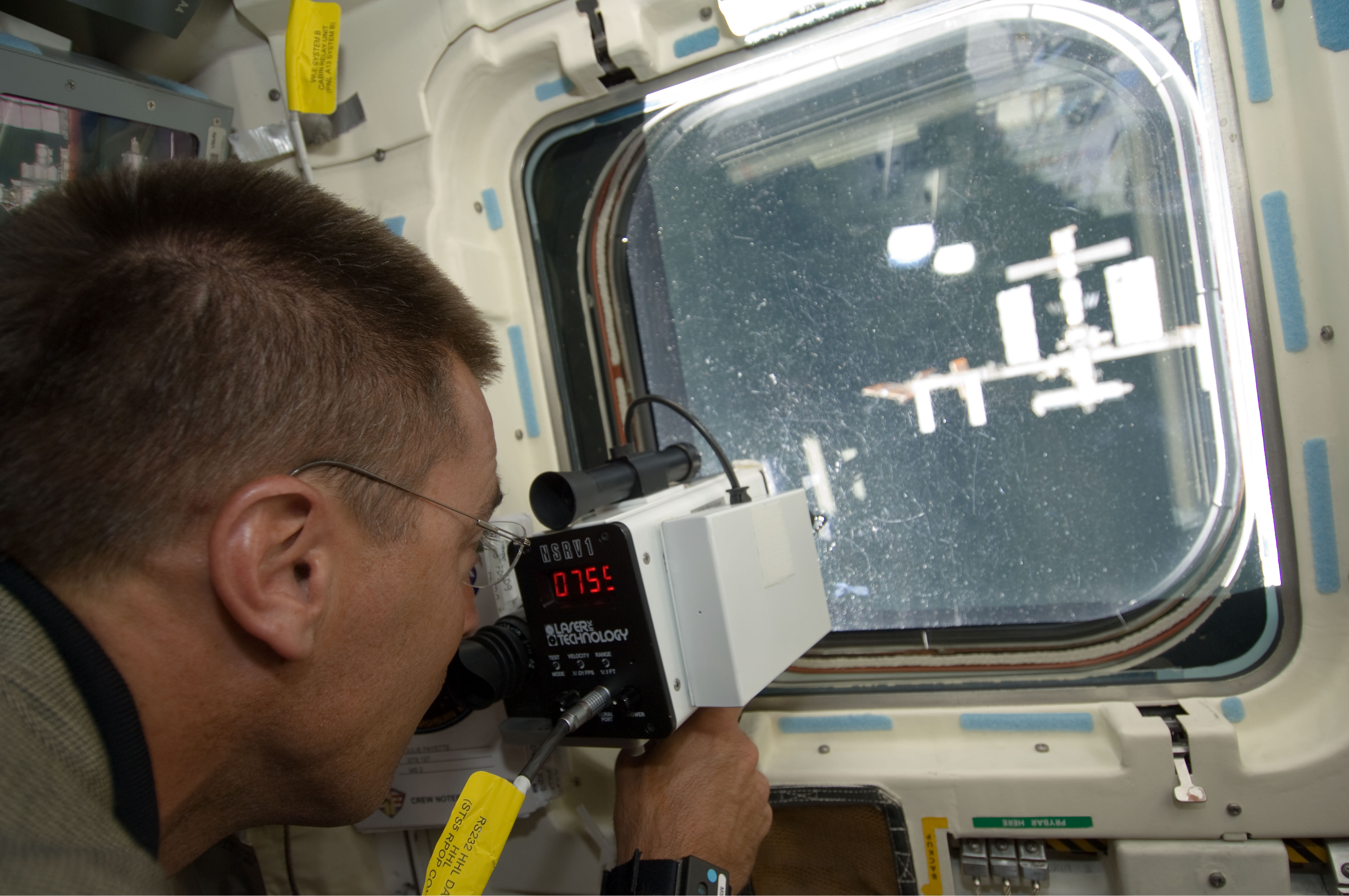
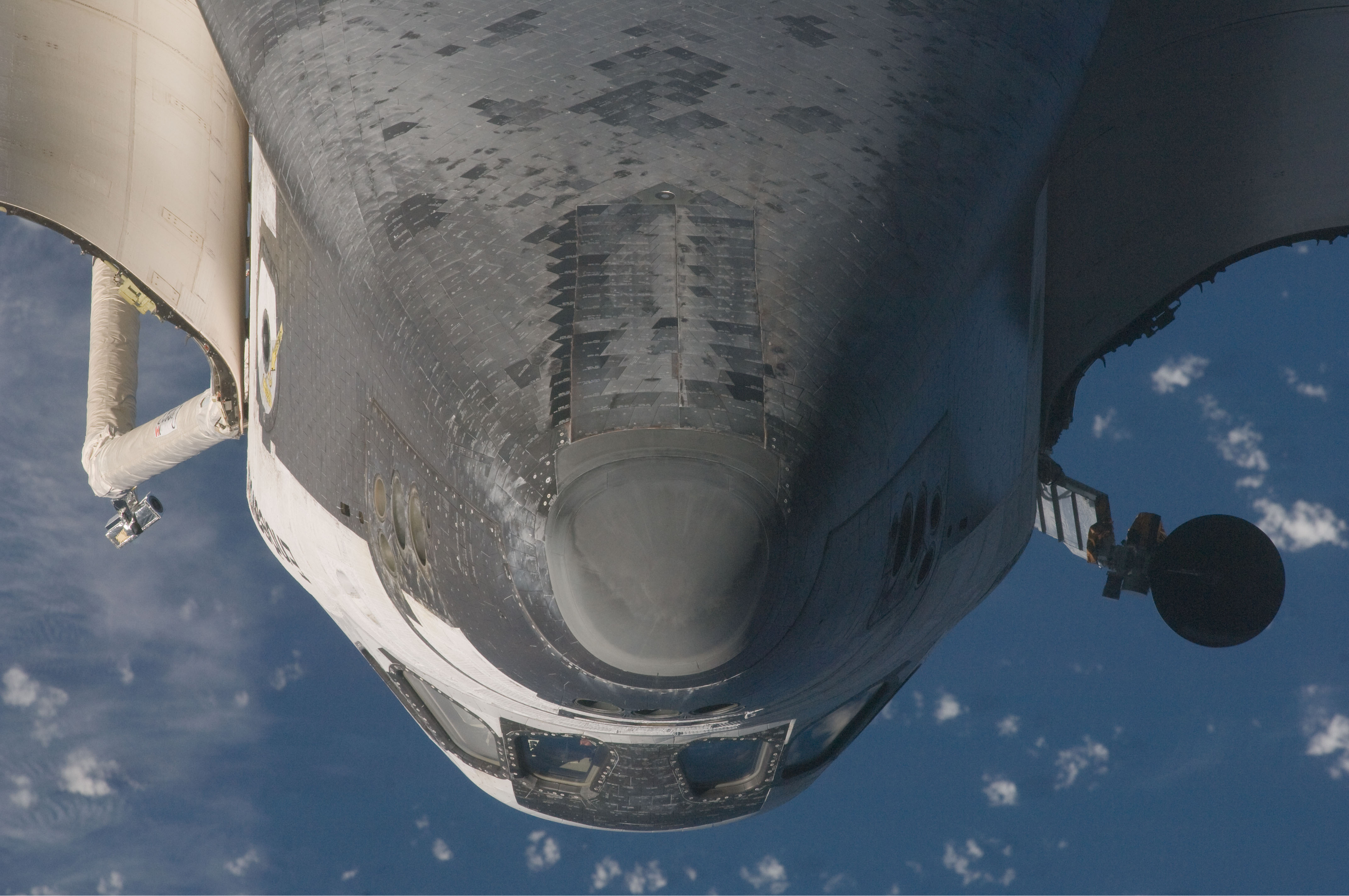